# Lorain

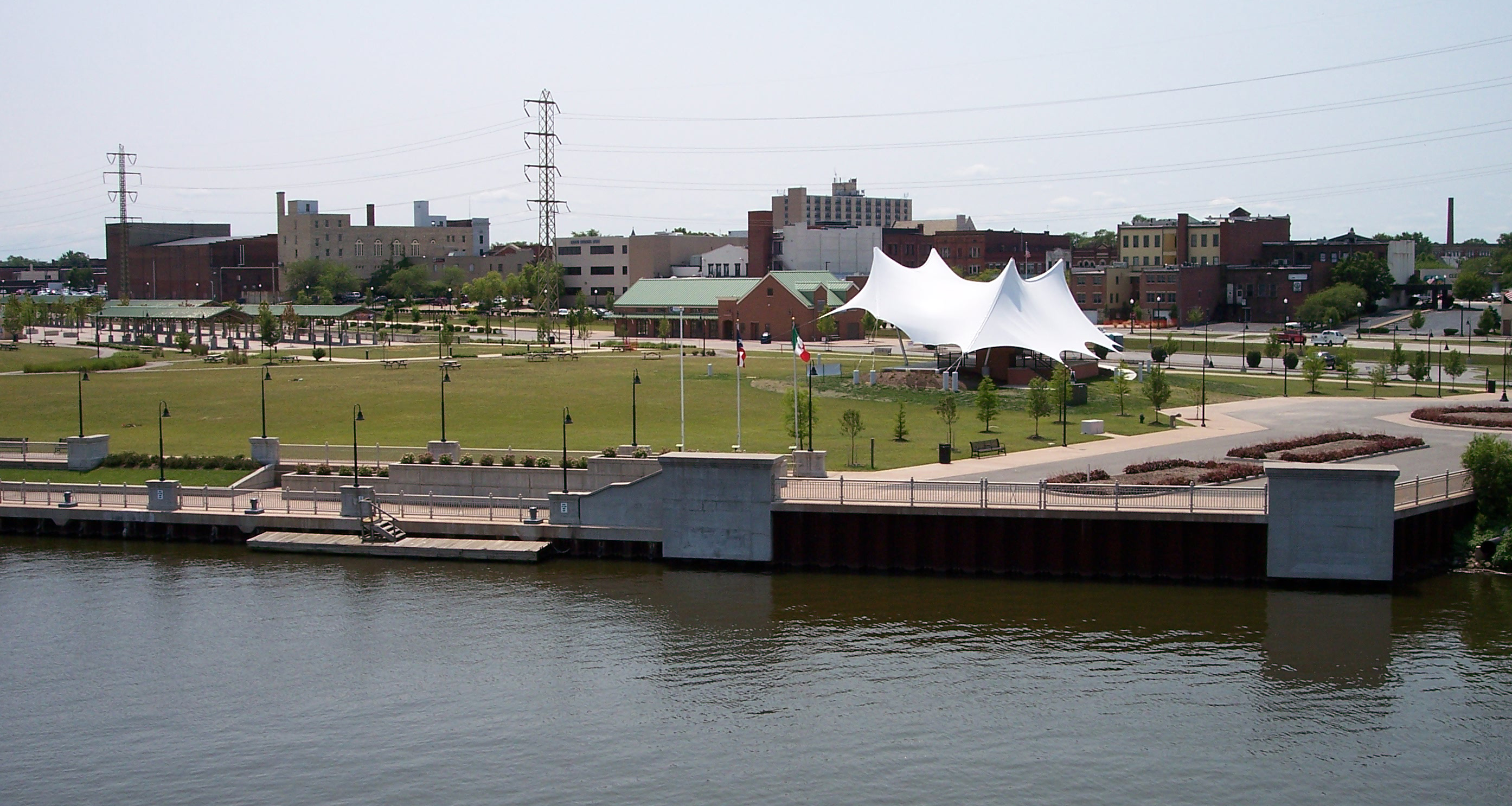
Lorain

Lorain är en stad i Lorain County, Ohio, USA. År 2000 hade orten 68 652 invånare. Den har enligt United States Census Bureau en area på 62,8 km², varav 0,6 km² är vatten.

## Personer med anknytning till Lorain
- Nobelpristagaren Toni Morrison föddes i staden 18 februari 1931.
- Musikern Jason Molina.